# Гореловский (Саратовская область)
Гореловский — посёлок в Дергачёвском районе Саратовской области России. Входит в состав Советского муниципального образования.

## География
Посёлок находится в восточной части Саратовской области, в степной зоне, в пределах Сыртовой равнины, на берегу пруда Гореловский, на расстоянии примерно 16 километров (по прямой) к юго-востоку от посёлка городского типа Дергачи, административного центра района. Абсолютная высота — 83 метра над уровнем моря.

## Население
| 2002 | 2010 |
| ---- | ---- |
| 153  | ↘138 |

Гендерный состав
По данным Всероссийской переписи населения 2010 года в гендерной структуре населения мужчины составляли 47,8 %, женщины — соответственно 52,2 %.
Национальный состав
Согласно результатам переписи 2002 года, в национальной структуре населения казахи составляли 57 % из 153 человек.

## Улицы
Уличная сеть посёлка состоит из двух улиц (ул. Безымянная и ул. Степная).